# Giro delle Fiandre 1931
Il Giro delle Fiandre 1931, quindicesima edizione della corsa, fu disputato il 22 marzo 1931, per un percorso totale di 227 km. Fu vinto dal belga Romain Gijssels, al traguardo con il tempo di 6h52'00", alla media di 33,060 km/h, davanti a Cesar Bogaert e Jean Aerts.
I ciclisti che partirono da Gand furono 116 mentre coloro che tagliarono il traguardo a Wetteren furono 49.

## Ordine d'arrivo (Top 10)
| Pos. | Corridore              | Squadra                   | Tempo    |
| ---- | ---------------------- | ------------------------- | -------- |
| 1    | Romain Gijssels        | Dilecta-Wolber            | 6h52'00" |
| 2    | Cesar Bogaert          | -                         | s.t.     |
| 3    | Jean Aerts             | Alcyon-Dunlop             | s.t.     |
| 4    | Hector Martin          | La Française              | s.t.     |
| 5    | Gustave Van Slembrouck | Genial Lucifer-Hutchinson | s.t.     |
| 6    | Julien Vervaecke       | Alcyon-Dunlop             | s.t.     |
| 7    | Émile Joly             | Genial Lucifer-Hutchinson | a 3'00"  |
| 8    | Alfons Schepers        | La Française              | s.t.     |
| 9    | Armand van Bruaene     | La Nordiste-Wolber        | s.t.     |
| 10   | Francois Moreels       | -                         | s.t.     |